# Fictieve plaats
Een fictieve plaats kan voorkomen in uitdrukkingen, in boeken, in stripverhalen en in radio- en televisieprogramma's. De kracht van deze namen is vaak dat ze werkelijk zouden kunnen bestaan. Sommige zijn zelfs een eigen leven gaan leiden. Deze fictieve namen dienen als concretisering van een gedachtegang of als achtergrond voor een verhaal; het doel is niet opzettelijke misleiding. In geofictie en fantasy vindt men veel verder uitgewerkte vormen hiervan. Daarin worden landstreken of zelfs werelden geconstrueerd, met als bekendste voorbeeld Midden-Aarde uit Tolkiens In de ban van de Ring.

## Ligging van de plaatsen
Sommige plaatsnamen dragen een duidelijke verwijzing in zich naar de streek waar ze zouden moeten liggen, zoals Lagerwiede dat in de Kop van Overijssel gedacht moet worden, Elsenrade, dat in Limburg ligt en Dinkelo, dat in Twente gesitueerd is. Er zijn ook plaatsnamen of andere aanduidingen die uitdrukkelijk refereren aan bestaande woonplaatsen. De naam Loeren aan de Hor doet bijvoorbeeld denken aan Loenen aan de Vecht, wat nog niet wil zeggen dat deze plaats er ook eender uitziet. Lahringen en Bollegom zijn welbewust ge-ent op Harlingen en Hillegom. Naar de ligging van andere moet gegist worden. De Nederlandstalige aanduidingen verbinden Rommeldam en omgeving met de lage landen, maar het landschap doet meer aan Ierland denken, zoals Marten Toonder tot zijn eigen verbazing vaststelde toen hij daar ging wonen. Een plaats als Maaiveld zou net zo goed een landstreek als een dorp kunnen zijn. Sommige creaties van Van Kooten en De Bie wekken de suggestie in de noordoostelijke provincies te liggen, maar twijfel daarover is mogelijk. De gemeente Zeulen en de dorpen Deil en Trichterhuizen in de gemeente Juinen doen denken aan Zoelen, Deil en Tricht, Betuwse dorpjes aan de Linge. In het algemeen zijn associaties met dunbevolkte delen van Nederland populair om kleinheid, bekrompenheid of achterlijkheid aan te geven, maar ook wel gezelligheid en menselijk contact.
De klank van de naam of de eigenschappen van de bedoelde plaatsen wekken de indruk dat ze in Nederland liggen, maar welbeschouwd hoeft dat niet altijd het geval te zijn. De plaats Nergenshuizen (niet te verwarren met de bestaande buurtschap Bergenshuizen) zou een Belg wellicht in Vlaanderen plaatsen, en ook Suriname of Zuid-Afrika zouden in aanmerking kunnen komen. In het algemeen valt op dat de precieze ligging van bijna al deze plaatsen niet openlijk bevestigd wordt.

## Fictieve plaatsnamen per land

### België
- Bevergem, de naam van de gelijknamige reeks.
- Bommerskonten, een onbestaand dorp waarmee men in Vlaanderen een obscuur gehucht aanduidt. De Noord-Nederlandse pendant is Bommelskont.
- Chakamaka, een plaats die ver weg, of moeilijk te vinden is.
- Ellendam, het dorp waar De Mini-mensjes (een Belgische stripverhalenserie van Pierre Seron) vandaan kwamen. In hun verhalen komen ook voor: Ravenburg, Orkelen.
- Kommersbonten, een 19de-eeuws Vlaams dorp in het Suske en Wiskealbum De tuf-tuf-club. De naam is een woordspeling op Bommerskonten.
- Malpertuus uit Van den vos Reynaerde.
- Mestwalle, een dorp dat in heel wat Kiekeboealbums terugkeert. Het is een woordspeling op het dorp Westmalle.
- Molensloot (Frans: Moulinsart), waar in het kasteel Kuifje, Kapitein Haddock en Professor Zonnebloem wonen.
- Outsiplou is in Wallonië de plek die "overal en nergens" ligt. Hoewel Hout-s'i-ploût ("luister of het regent") wel bestaat, een klein gehucht tussen Plainevaux, Neupré en Esneux, wordt de naam in verschillende schrijfwijzen hoofdzakelijk fictief gebruikt. Er bestaat ook een uitgebreidere variant van: Hout-s'i-ploût-et-les-bains-de-pied. Li fièsse di Hoûte s'i ploût is een Waalse opera uit 1757.[1][2]
- Oosterdonk, het dorp uit de gelijknamige televisieserie Terug naar Oosterdonk.
- Ransbeek uit de tv-series Het eiland en In de gloria.
- Ravenburg uit de tv-series Merlina en Postbus X.
- Reetveerdegem, het dorp uit de roman De helaasheid der dingen van Dimitri Verhulst, verfilmd door Felix Van Groeningen.
- Rommelgem, het dorp uit de stripreeks Robbedoes en Kwabbernoot
- Wittekerke, de naam van het dorp uit de gelijknamige Vlaamse soapserie op VTM.
- Zonnedorp, het dorp uit de stripreeks Jommeke.
- Zwaaigem, het dorp waar Oktaaf Keunink woont.

### Nederland

#### Van Kees van Kooten en Wim de Bie
Plaatsnamen die in de televisie-uitzendingen van Van Kooten en De Bie ten tonele gevoerd zijn:
- Drost: woonplaats van Rosalien, een concurrente van Berendien.
- Juinen: met burgemeester Hans van der Vaart en wethouder Tjolk Hekking. Tussen 20 oktober 1982 en 1 maart 1998 regelmatig op tv. Na de eerste uitzending meldde Het Vrije Volk dat het plaatsje meer dan 500 jaar oud was. Vanuit de St. Jodocuskerk zouden Van Kooten en De Bie zeven uitzendingen gaan verzorgen. De Positivo's debuteerden er voor de molen. Er verscheen zelfs een Juinense Courant, met als ondertitel: Nieuwsblad voor Groot-Juinen (waaronder Zeulen, Deil, Ter Weksel, Juinerbroek, Den Eng, Remmerden, Slaepstede, Trichterhuizen en De Mars).
- Ter Weksel: als burgemeester traden aan: drs. John Blaag, P.N. van der Balk of drs. A. Madestein en als wethouder H.J. van der Knippen.
- Zeulen
- Wisp: woonplaats van Berendien, een persiflage op Klazien uit Zalk.

#### In de strips van Marten Toonder
Enkele zeer Nederlands aandoende plaatsnamen in de strips van Marten Toonder zijn:
- Heksterzwaag aan de rivier de Drens, tussen Rommeldam en Stuipendrecht, waar het Dickerdackpark ligt en een slaoliefabriek is gevestigd
- Hozemond aan Zee, waar de Pastylonfabrieken gevestigd zijn en waar een gevangenis is, ligt 3 km ten oosten van Rommeldam aan de kust.
- Hunsum aan de voet van de Zwarte Bergen. Hier is een vliegveld. Gelegen circa 90 km ten oosten van Rommeldam.
- Gepermuiden, dat 2 km ten zuiden van Hozemond aan Zee ligt. Voor de kust ligt hier de Geperplaat.
- Koudewater, residentie van het naamloze land waar Koning Hollewijn staatshoofd is.
- Krabbezijl, een vissersdorpje 2 km ten noordoosten van Rommeldam, onder andere in Het nieuwe denken
- Leemsloot aan de Moonmoerassen, tussen de Zwaderheide en Ugelmoer. Er is hier een militair garnizoen in de vesting Leemburg. Het is gelegen circa 60 km ten oosten van Rommeldam.
- Lutjewier, thuishaven van sleepboot de Kraak van Kappie. (maar wel een oudere gebruikte benaming voor de plaats Lutkewier in Friesland.
- Reigersbek, een stad in het Westelijk Kustgebergte met een bedrijvige haven, waar veel hout uit het bos wordt verhandeld. Gelegen circa 25 km ten oosten van de stad Rommeldam.
- Rommeldam, waar Ollie B. Bommel woont, komt in heel veel verhalen voor. Het is in de loop der jaren flink uitgebreid en gemoderniseerd.
- Siddewier, aan zee gelegen vissersdorp, 4 km ten noorden van Rommeldam. Er is een pier en een strand.
- Stuipendrecht, waar de Stuipendrechtse Heide is (onder andere in: Heer Bommel en de doorluchtigheid)
- Westzijl, dat aan een riviermond ligt en waar het Olmenbos is. Het ligt 2 km ten zuiden van Gepermuiden.
- Zwartsloot aan Zee, een vakantieplaats in de duinen. Hemelsbreed circa 50 km ten noorden van Rommeldam.

#### Overige
- Abbestad (zeuven huizen en een varkensgat), een aanduiding voor een onbelangrijk gehucht, door Jan Pannekeet opgenomen in zijn verzameling West-Friese uitdrukkingen en gezegden Mooi zoid (1971).
- Aemstelhage, bekend van de televisieserie en films over de asociale familie Flodder, die aan de Netelweg 13 in de wijk Zonnedael van deze stad woont.
- Allochtonië, Republiek Allochtonië, naam van een Nederlandse blog over integratie en inburgering, sinds 2005. Ook (deel van) een boektitel (2005) van Clark Accord en een boektitel (2003) van Toine Heijmans.
- Baalderdam, uit Dagboek van een onderhandelaar (1978) van Ed van Thijn.
- Balkonia, een fictieve vakantiebestemming die eigenlijk betekent dat men thuis blijft (op het balkon).
- Bardelo, dorp in de roman De kapelaan van Bardelo (1880) door Emile Seipgens, verwijzend naar de plaats  Baarlo.
- Bargermond, uit de tv-serie Bruin Goud.
- Berkendaal, fictieve gemeente waar zich de soapserie Goede tijden, slechte tijden afspeelt
- Biggeveen, waar Henk Stubbe aan de Hoekzijdsestraatweg woont, in de acts Ome Henk van Frank van der Plas.
- Boedzand, een Noord-Hollandse badplaats in de VARA-serie Vuurzee.
- Boerenkoolstronksteradeel, ook Boerenkoolstronkeradeel, Boerenkoolstradeel of Rodekoolstradeel, een gebied waar de beschaving nog moet arriveren.
- Bokwerd, bekend uit de cursiefjes Bokwerder Belang die tussen oktober 1970 en april 1992 verschenen in de Leeuwarder Courant.
- Bollegom, een samentrekking van Hillegom en haar bollenteelt.
- Bommelskont, ook Bommelskonten of Bommeltjeskonten, door de arts Salomon van Rusting (1652–1709) in gedichten gebruikte plaatsnaam voor een oord waar het slecht toeven is. (Een Vlaamse variant is Bommerskonten).
- Buffelschors, in de voorstelling 1h en 27min van Sander van Opzeeland spreekt hij op een gegeven moment over deze plaats.
- Dinkelo, het fictieve Twentse dorp waar de soapserie Van Jonge Leu en Oale Groond (RTV Oost) zich grotendeels afspeelt.
- Dombergen, Brabantse woonplaats van de dierenarts, tevens hoofdfiguur, in Doctor Vlimmen (1936) van Anton Roothaert; in dit boek komen nog andere fictieve plaatsnamen voor, onder andere het dorpje Knarsel.
- Druurlo, plaatsje bij Warne (zie aldaar), genoemd door Godfried Bomans
- Duynhaven, de denkbeeldige woonplaats (bij Haarlem) van de speurder, schepen Damyaen Roosvelt, in de historische thrillers van Marian de Haan.
- Egwijk, fictieve plaatsnaam in het kinderboek Pluk van de Petteflet van Annie M.G. Schmidt, wellicht een contaminatie van de plaatsnamen Egmond aan Zee en Wijk aan Zee.
- Elsenrade, het fictieve dorpje in Limburg waar café de Hemelpaort centraal staat in de gelijknamige regiosoap die de KRO in de zomer van 2008 uitzond.
- Elwerd, een fictieve plaats in Oost-Groningen waar zich de serie Boven Wotter afspeelt.
- Frieswijck, fictieve plaats in Het wonder van Frieswijck (1991) door Thea Beckman (geschenk Kinderboekenweek)
- Geenhuizen, als variant op het rijtje Tweehuizen, Driehuizen, Vierhuizen, Vijfhuizen, Zeshuizen, Zevenhuizen, Achthuizen en Negenhuizen.
- Groterdam, uit het stripverhaal Franka door Henk Kuipers; vertoont overigens veel gelijkenis met Amsterdam.
- Heimwou, "een overzichtelijke, arbeidzame gemeente met een ongebruikelijk laag ziekteverzuim ... tussen de duinen en de polder, langs een kanaal met roestbruin water", plaats van handeling in de roman Ons mankeert niets door Willem Jan Otten.
- Hipperdam, plaats genoemd in het kinderboek ‘’Tumult in Hipperdam’’ van Elly van Breugel, ook verschenen als vervolgverhaal in het tijdschrift Taptoe
- Huisum, een dorp is het decor van het toneelstuk Der zerbrochne Krug van Heinrich von Kleist
- Jonkersveen, dorp uit De Kameleon-reeks; het ligt vanuit Lenten gezien aan de overzijde van het meer.
- Katzanderliede, een samentrekking van Cadzand en Haarlemmerliede.[bron?]
- Keteldorp, waar Pietje Puk postbode is.
- Kinkeldam, woonplaats van botteriken en stommeriken, volgens het Woordenboek der Nederlandsche Taal.
- Kleidorp, een aanduiding voor een fictief gehucht. Onder meer in het blijspel Kukeleku! het vergelijkend examen te Kleidorp (1890) en in Gouwe Bruiloft in Kleidorp (1904).
- Kleveburg, een stadje uit de game Medal of Honor Frontline; overigens lijkt het plaatsje erg op de binnenstad van Leiden of Haarlem.
- Knarsel, een fictief dorp in de roman Doctor Vlimmen (1936) van Anton Roothaert.
- Knijphuizen, in de uitdrukking Hij is van Knijphuizen: hij is gierig. Genoteerd in 1880 in Groningen.[1]
- Kollem, plaatsje bij Warne (zie aldaar), genoemd door Godfried Bomans.
- Kontsbobbelerwaard, een onbeduidend klein dorpje.
- Kruisigem, een fictief dorpje in Zuid-Limburg, genoemd in het Sinterklaasjournaal 2020 van NTR, wat leidde tot ophef onder christenen die zich gekwetst voelden.
- Kutdorp, (gemeente Kotshol), uit het verhaal De verbeelding aan de macht van Sjef van Oekel.
- Kutjepoep, uit het gedicht de ziekte van Hedel van Jules Deelder.
- Lagerwiede, uit de film Fanfare (1958) van Bert Haanstra.
- Lahringen, uit de Anton Wachter-reeks van Simon Vestdijk; een anagram van Harlingen.
- Lakenstad, in de uitdrukking Naar Betje Veren in Lakenstad gaan: gaan slapen. Haarlem, Leiden en Mechelen werden vroeger ook wel Lakenstad genoemd omdat er een bloeiende lakenindustrie gevestigd was.
- Lenten, woonplaats van Hielke en Sietse Klinkhamer uit De Kameleon-reeks.
- Loeren aan de Hor, uit het hoorspel Trammelant in Loeren aan de Hor van Alexander Pola, uitgezonden door de VARA tussen 1965 en 1968 op zaterdagavond.
- Lomark, een dorp in het boek Joe Speedboot van Tommy Wieringa, dat veel overeenkomsten heeft met het Over-Betuwse Huissen.
- Louloenersloot, ook aangeduid als Flatstad Louloenersloot; woonplaats van Appie Happie, de voetballer en wielrenner uit de gelijknamige strip van Dik Bruynesteyn.
- Luttel in de Achterhoek, een plaats aan de spoorlijn van Zutphen naar Winterswijk in het stripverhaal Franka door Henk Kuipers.
- Maaiveld, wat eigenlijk een gewoon agrarisch woord is, werd door Acda en De Munnik tot plaatsnaam gepromoveerd met het titelnummer van hun album Groeten uit Maaiveld. Maaiveld staat hier voor een jaloers en kleinzielig Nederland, waar je hoofd afgemaaid wordt als je te veel opvalt.
- Mafkezersluis, fictieve plaats aan water, waar onnozelaars talrijk zijn. Naam gevormd naar mafkees.
- Meerdijk, in de fictieve gemeente Berkendaal, waar zich de soapserie Goede tijden, slechte tijden afspeelt. Heeft in het begin van de serie Middendam geheten, maar tegenwoordig schijnt dit een fictieve plaats in de buurt van Meerdijk te zijn.
- Meerhof, in de debuutroman Lichtenberg van de Vlaming Paul Verhaeghen, waarin Pepermans aan de Nederlandse universiteit van deze fictieve plaats komt te werken.
- Nergenshuizen, om aan te geven dat iets afgelegen ligt.
- Nederpoort, door zorgverzekeraar Achmea verzonnen voor zijn reclames.
- Ons Dorp, in de Nederlandse versie van het spel Monopoly. De andere zeven steden in het spel bestaan echt. Misschien heeft men voor het kleinste dorp een fantasienaam gekozen omdat men niemand wilde beledigen. Amstelveen, Bathmen, De Koog, Den Ham, Hijken, Muiderberg, Noordwijkerhout, Onstwedde, Someren, Tynaarlo en Vledder en Zwolle kennen zowel een Brink als een Dorpstraat.[3]
- Oud Greffel, waar de KRO-serie Tijd van leven zich afspeelt. De opnames vonden echter plaats in Netterden (Gelderland).
- Paladonië, in een hoorspel door Olaf J. de Landell, 1955.
- Piekepolder, een fictieve plaats in de tv-serie en theaterproductie voor kinderen, waar Brandweerman Sam zijn avonturen beleeft. In de oorspronkelijke, Engelse versie van ‘’Fireman Sam’’ heet het dorp Pontypandy.
- Plompardije, fictieve plaats waar veel plomperikken huizen; tegenpool van Scherpenisse.
- Plurkenkerke, in Zeeland, waar iemand die zich misdraagt kennelijk vandaan komt.
- Reetketelpikkumerschans, uit het gedicht de ziekte van Hedel van Jules Deelder.
- Rennevoirt, waarvoor het dorp Berkel-Enschot model stond, uit Ter Ere van door Olaf J. de Landell.
- Rittenburg, uit de Adriaan en Olivier-reeks van Leonhard Huizinga.
- Runkum, uit de succesvolle KRO-tv-serie Q & Q.
- Scheetjeboe, dooddoener op de kindervraag Waar ga je naartoe? Naar Scheetjeboe!, Noord-Holland, circa 1955.[1]
- Schubbekutteveen, in de Dikke Van Dale opgenomen denkbeeldig verafgelegen gehucht, waar weinig te beleven valt.[4]
- Sint-Biggenklooster, uit de Dik Voormekaar Show van André van Duin. Mogelijk een samentrekking van Biggekerke (Zeeland) en Sint Jansklooster (Overijssel).
- Staartjesveen, in de dooddoener Waar ga je heen? Naar Staartjesveen!, rond 1955 in Friesland genoteerd.[1]
- Stellendijk, uit het blijspel De kiesvereeniging van Stellendijk (1880) van Lodewijk Mulder.
- Stenenmuur, uit het boek Echte mannen eten geen kaas (2008) van Maria Mosterd. In werkelijkheid gaat het om Zwolle. Met Stenenmuur-Oost wordt de wijk Holtenbroek bedoeld.
- Stillenburg, uit het lied De snijder van Stillenburg (1901).[1]
- Strompelhorst, uit het lied De Kiesvereniging van Strompelhorst (1905).
- Tuinesië, een fictieve vakantiebestemming die eigenlijk betekent dat men thuis blijft (in de tuin).
- Uitkerken, in de uitdrukking Tot Uitkerken komen: aan lager wal raken. Al bekend in de 16e eeuw.[1]
- Ukkelscha, Ligt vlak bij Buffelschors, uit de voorstelling 1h en 27min van Sander van Opzeeland.
- Vierschoten, een klein dorp in het boek Noodlot (2020) van Marlen Visser.
- Veendorp, geboorteplaats van de voetbalheld Kick Wilstra uit de sripverhalen door Henk Sprenger.
- Vlank, een dorp in het boek Oorlogswinter (1972) van Jan Terlouw; tevens in de gelijknamige film uit 2008.
- Vondervotteimittiss, een stad in Nederland in Edgar Allan Poe's korte verhaal De duivel in de klokketoren.
- Waaidorp, een dorp in de didactische kinderboekenserie Waaidorp van Annie M.G.Schmidt
- Waaldrecht, plaats in de gelijknamige dramaserie (1973).
- Warne, een plaatsje tussen Druurlo en Kollem, waar dr Pluimpjes zijn einde vindt onder de trein van 09:15 uur, in de ‘’Voorrede bij den achtsten druk’’ van 15 september 1941, in het boek ‘’Erik of het klein insectenboek’’ van Godfried Bomans.
- Wauweldam, uit het lied Gemeenteraad in Wauweldam (1907).
- Weulnerdam, een stad in de Anton Wachter-reeks van Simon Vestdijk; naar wordt aangenomen verwijzend naar Leeuwarden.
- Wijngaten, waarnaar soms verwezen wordt als men iemand voor de gek wil houden.
- Xokum, een dorp waarmee de database van telefoonnummers wordt getest.[5]
- Zeedorp, het dorp in de roman De jaren in Zeedorp (1988) van H.C. ten Berge, veelal gehouden voor Bergen.
- Zevensloten, dorp in het boek De snoepwinkel van Zevensloten door Koos Meinderts (2002); ook uitgebracht als theaterproductie door Jeugdtheater Hofplein (2007).
- Zorghoek, in de uitdrukking hij woont/leeft in Zorghoek: hij heeft het moeilijk.
- Zwijnsdorp, uit de klucht Boerekermis (1708) van Lukas Rotgans; een dorp zonder beschaving, waar kermisgast Hans Poespas door Hans Vlegel was grootgebracht.

#### Carnaval
In de carnavalstijd worden door de carnavalsverenigingen veel plaatsen in met name Noord-Brabant en Limburg van een fantasienaam voorzien.
Bijvoorbeeld: Oeteldonk voor 's-Hertogenbosch en Lampegat voor Eindhoven.

### Denemarken
- Jante, een plaats in Aksel Sandemose' roman "En flyktning krysser sitt spor ("A fugitive crosses his tracks"), die het begrip "de Wet van Jante" inspireerde.

### Duitsland
- Düsterstadt, een fictief oud kasteel midden in de Donau, in gebruik als gevangenis voor krijgsgevangenen, in de Amerikaanse televisieserie The
Young Indiana Jones
- Nordersiel, een plaats aan de Duitse waddenkust, in de Tatort-aflevering Sonne und Sturm, waarbij de opvallende geel-rode vuurtoren verraadt dat het in werkelijkheid Greetsiel betreft aan de Eemsmonding.
- Hintertupfingen, het Duitse equivalent van Bommerskonten: een afgelegen en onderontwikkeld oord.
- Lastrum, een katholiek Duits dorp, dat centraal staat in de Tatort-aflevering Lastrumer Mischung.
- Mitkau, een fictief dorp in Oost-Pruisen in 1945, in de roman Alles umsonst, 2006, vertaald als Alles voor niets van Walter Kempowski.
- Schaffrath, een dorp dat in de Tatort-aflevering Schürfwunden moest wijken voor mijnbouw. In werkelijkheid werd gefilmd in Otzenrath in Noordrijn-Westfalen, dat is afgebroken ten gunste van bruinkoolmijn Tagebau Garzweiler van RWE.
- Schriedingen, een niet-bestaand dorp in de theater- en SWR-televisieserie Hannes und der Bürgermeister
- Unterleuten, een fictief dorp in Brandenburg, in de roman Unterleuten, 2016, vertaald als Ons soort mensen van Juli Zeh.
- Wieditz, in de Tator-taflevering Dornröschens Rache, waar boeren land moeten verkopen om een golfbaan te kunnen aanleggen.

### Finland
- Moemvallei (of Moeminvallei), woonplaats van Moem (Fins: Muumipeikko) in de boeken en strips van Tove Jansson

### Verenigd Koninkrijk
- Ambridge, de locatie van de radiosoap The Archers. Het dorp bevindt zich in het fictieve graafschap Borsetshire, dat ergens in het zuidwesten van Engeland moet liggen. De hoofdstad van dit graafschap is Borchester.
- Argleton, duikt op in Google Maps en andere internetstratenprogramma's, maar bestaat niet echt. Het zou in Lancashire liggen en allerlei mensen en bedrijven huisvesten, die wel bestaan, maar elders binnen hetzelfde postcodegebied gevestigd zijn.
- Causton, grootste stad in het fictieve graafschap Midsomer in Engeland waar de televisieserie Midsomer Murders zich afspeelt.
- Denton, stad waar Inspector Jack Frost (David Jason) moeilijke zaken oplost in de Britse televisieserie A Touch of Frost.
- Fulchester, waar de meeste stripverhalen uit het tijdschrift Viz zich afspelen. Fulchester ligt in het noordoosten van Engeland, in de buurt van Newcastle upon Tyne, en heeft vele vervallen krottenwijken, maar ook een universiteit. De televisiezender Fulchester Television is er gevestigd.
- Hogsmeade (Nederlands: Zweinsveld), uit de Harry Potter-boekenserie.
- Kembleford, fictief dorpje in de Cotswolds, waar de televisieserie Father Brown zich afspeelt.
- Kilmore Cove, fictief dorp in Cornwall, waar de boeken van Ulysses Moore zich afspelen.
- Kingsmarkham, denkbeeldige plaats in Engeland, standplaats van inspecteur Reginald Wexford uit de boeken van Ruth Rendell.
- Lambton, fictief plaatsje in Derbyshire, waar het fictieve landgoed Pemberley is gelegen uit de roman Pride and Prejudice door Jane Austen.
- Little Whinging (Nederlands: Klein Zanikem), een dorp in Surrey uit de Harry Potter-boekenserie.
- Pemberley, fictief landgoed uit Jane Austens klassieker Pride and Prejudice. Het landgoed ligt in Derbyshire, vlak bij het fictieve plaatsje Lambton.
- Pontypandy, een fictieve plaats in Wales, in de tv-serie voor kinderen Fireman Sam (Brandweerman Sam), waar Sam zijn avonturen beleeft. In de Nederlandse versie blust Sam zijn brandjes in Piekepolder.
- St. Mary Mead, fictief Engels dorpje, woonplaats van Miss Marple uit de boeken van Agatha Christie.

Landstreken
- Midsomer, fictief graafschap in Engeland, waar de televisieserie Midsomer Murders zich afspeelt.
- Thamesford, denkbeeldige regio in het zuidoosten van Engeland in de politieserie  Softly, Softly: Task Force (BBC), 1969-1976.
- Wyvern, denkbeeldige regio in het zuidoosten van Engeland in de politieserie Softly, Softly (BBC), 1966-1969.

### Verenigde Staten
- Agloe, New York, is een fictieve plaats ter voorkoming van plagiaat. Agloe speelt een belangrijke rol in de jeugdroman Paper Towns van de Amerikaanse schrijver John Green.
- Capital City (vaak geschreven als Capitol City) is de fictieve hoofdstad van de staat waarin de Simpsons wonen, met als bijnaam "The Windy Apple" (een porte-manteau van de bijnamen van Chicago (The Windy City) en New York (The Big Apple)).
- Castle Rock, Maine, een typisch New England-dorpje vol duistere geheimen, in een aantal boeken van Stephen King.
- Gotham City, stad waar de verhalen rond stripfiguur Batman zich afspelen
- Iron Lake, fictief plaatsje in de staat New York in de Amerikaanse televisieserie Dexter: New Blood, waarvoor de opnamen grotendeels plaatsvonden in Shelburne Falls in Massachusetts
- Jerkwater, denigrerende aanduiding van een plattelandsgemeente in de Rambofilm First Blood
- Lake Wobegon, door Garrison Keillor gebruikt in A Prairie Home Companion.
- Liberty City, een fictieve stad uit de Grand Theft Auto-serie, gebaseerd op New York.
- Mapleton, fictieve stad in de Amerikaanse televisieserie The Leftovers
- Podunk, in het spraakgebruik en in boeken de denigrerende aanduiding van een plattelandsgemeente van weinig betekenis.
- Salem, een fictieve stad uit het middenwesten van de Verenigde Staten, sinds 1965 de thuishaven voor de soapserie Days of our Lives.
- Shermer, Illinois, de locatie van een aantal films van John Hughes, zoals The Breakfast Club. Vanwege die films ook genoemd in de film Dogma waarin blijkt dat de plaats fictief is.
- Sunnydale, Californië, de locatie van de serie Buffy the Vampire Slayer.
- Tree Hill, waar de televisieserie The CW's One Tree Hill zich afspeelt. Het ligt aan een haven in New Brunswick County (North Carolina), de burgemeester is Dan Scott.
- Verona Beach, in de verfilming van Shakespeares Romeo And Juliet door Baz Luhrmann, een fictieve plaats die lijkt op Los Angeles.

### Zuid-Afrika
- Tweebuffelsmeteenskootmorsdoodgeskietfontein, een denkbeeldig typisch klein Zuid-Afrikaans plattelandsdorpje, dat wel in het reclamewezen gebruikt wordt en door Anton Goosen als titel van een door Fanus Rautenbach geschreven liedje werd uitgebracht.
- Zaadfontein, fictieve congresstad in het volksverhaal 'Het Panerotisch Congres'.
- Zumbo, denkbeeldige plaats, zonder nadere bijzonderheden, vermeld in Het fin de siècle alfabet (1984) door Frédéric Bastet

### Niet met name genoemd land
- Flötsblödl Kierchenbauch, een wintersportplaats met een skilift en een zwarte piste in Duitstalig Midden-Europa.[6]

## Fictieve plaatsnamen in een fictief land
In veel literatuur en andere werken van fictie komen fictieve plaatsen en landstreken voor die niet duidelijk verwijzen naar een wel bestaande plaats of streek. Een beperkte lijst volgt hieronder:
- Beijerstad, een van de belangrijkste steden van de Satrapie Jamaillia in het fictieve Rijk van de Ouderlingen uit de boeken van Robin Hobb.
- Duckstad, de fictieve stad, ontworpen door Disney-tekenaar Carl Barks, waar Donald Duck, zijn familie en vele andere Disney-figuren wonen.
- Gansdorp, een fictief dorp, niet ver van Duckstad, dat voorkomt in de verhalen in het weekblad Donald Duck.
- Kroko, hoofdstad van Chocowakije, in Rikki en Wiske in Chocowakije, De kus van Odfella en De gevangene van Prisonov (ook wel Praak genoemd).
- Kukelton, het dorp waar Okkie Trooy woont.
- Puindorp, de 'stad' waar Tokkie Tor en zijn vriend Bo Tor in het stripverhaal in het weekblad Donald Duck wonen.
- Twistzoekeren, in de roman World's End van T.C. Boyle over Nederlandse pioniers aan de Hudson. Hierin komt ook de plaats Schobbejacken voor.

## Bestaande plaatsen fictief gebruikt
- Buxtehude is een stad in de Duitse deelstaat Nedersaksen, maar wordt door Zuid-Duitsers en Oostenrijkers denigrerend gebruikt als naam van een onbeduidende fictieve plaats.[bron?]
- Lutjebroek is een plaats in West-Friesland, maar wordt in de volksmond vaak als aanduiding gebruikt voor een fictief oord met een plattelandskarakter.
- Timboektoe bestaat echt en is ook zeer bekend, maar wordt ook gebruikt als uitdrukking voor een ver en afgelegen oord en is in de verhalen van Donald Duck de plaats, waar Donald naartoe vlucht wanneer hij weer eens iets heeft gedaan waardoor iedereen boos op hem is.
- Het Drentse dorp Zwinderen bestaat echt, maar wordt in het boek Deining in Zwinderen van Piet Bakker op een fictieve manier voorgesteld.
- Het dorp Tollembeek bestaat echt in België, maar wordt in de stripreeks Urbanus op een fictieve manier voorgesteld.
- Stripfiguur Nero woont sinds 1992 in Hoeilaart in een huis dat in het echte leven eigenlijk bewoond wordt door zijn striptekenaar Marc Sleen. In dit geval is dus niet het dorp fictief, maar wel het feit dat Nero er woont.
- Ook Kobbegem, waar Nero's geniale zoon Adhemar woont, bestaat echt, maar zijn laboratorium bestaat er niet in het echte leven.
- Joske Vermeulen, het kind uit een legendarische sketch van Gaston en Leo woonde op de fictieve straatnaam Trammezandlei 122 in Schoten. Op 15 juni 2009 werd er in Merksem een standbeeld van Joske Vermeulen onthuld, ontworpen door beeldhouwer Luc Verleu. Alhoewel de sketch zich in Schoten afspeelt werd het beeld in Merksem onthuld, omdat de Trammezandlei zich daar bevindt. Toch werd het beeldje niet in die straat geplaatst, maar wel op het idealer gelegen Victor Roosensplein.
- De man van Melle in het televisieprogramma Schalkse Ruiters woonde in Melle, maar de straat waar hij beweerde te wonen: de Koekoekstraat nr. 70 bestond destijds niet. Tegenwoordig bestaat er wel een straat met die naam in Melle, zij het niet met een nummer 70.
- Het tv-typetje Rosa Vermeulen uit de televisieserie Rosa woonde in Erpe-Mere.
- In de VS bestaan verschillende steden die Springfield of Shelbyville heten, maar de versies in de televisieserie The Simpsons zijn fictief, zeker omdat het een running gag is dat de staat nooit vermeld wordt.
- Er bestaat echt een South Park (Wyoming), maar de stad die in de gelijknamige serie (South Park) wordt voorgesteld is duidelijk louter fantasie (en ligt volgens de serie in Colorado).
- De Amerikaanse romanschrijver John Grisham laat veel van zijn boeken, die juridische thema's omkleden, spelen in het stadje Clanton in Ford County, Mississippi. Dat bestaat niet als zodanig. Maar Clanton is er wel in het echt in de nabuurstaat Alabama en er bestaan zelfs twee echte Ford County's, maar dan in de staten Illinois en Kansas.
- De Zwitserse romanschrijfster Ágota Kristóf situeert de Tweelingentrilogie in een niet nader genoemd land, dat overduidelijk Hongarije voorstelt. De Kleine stad K. staat voor Kőszeg (waar de auteur haar gelukkige jeugd doorbracht) en de Hoofdstad B. staat voor Boedapest. Verder wordt de stad S. genoemd, waarschijnlijk Szombathely, waar de auteur naar het internaat ging.

## Fictieve landstreken
Naast plaatsen komen ook fictieve aanduidingen van landen of landstreken voor, doorgaans buiten de Westerse wereld gelegen, zoals: Absurdistan of Verweggistan. Voor zover bekend is de laatste aanduiding voor het eerst gebruikt in Donald Duck en vandaar uit in het gewone spraakgebruik doorgedrongen. Iemand die tijdens de vakantieperiode thuisblijft, zegt dat hij naar Balconië of Gardenië gaat. Ook Tuinzicht, Rund-um-hausen, Jardin-derrière, Costa Veranda, Costa Pelouze, Manicosta, Côte à Louzes of Hintergarten worden hiervoor wel gebruikt.
In Vlaanderen kent men de fictieve vakantiebestemming Saint-Corniche(-onder-de-pannen) gelegen in de eveneens fictieve Franse regio Niverance. De 'corniche' (frans) is de kroonlijst van het dak oftewel de dakrand. Niverance is een verfransing van het Vlaamse dialectwoord 'nieverans' dat 'nergens' betekent.
Uit de literatuur zijn namen bekend van idyllische oorden zoals Utopia en Shangri-La of ver weg gelegen, destijds nog te ontdekken streken, zoals het in het hoge noorden veronderstelde Thule en van legendarische oorden die verdwenen zouden zijn zoals Atlantis, Kumari Kandam, Lanka, Lemurië en Mu.
In het satirische boek Gullivers reizen van de Engelse schrijver Jonathan Swift komen een aantal denkbeeldige landen voor: Lilliput, Blefescu, Brobdingnag, Balnibarbi, Laputa, Glubdubdribb, Luggnagg en het land van de Houyhnhnms. Die fantasielanden gaven Swift de gelegenheid indirect kritiek te leveren op de bestaande werkelijke wereld en de mensheid.
Zaandonderland, het land waarin volgens Kees Fens de merkwaardige gebeurtenissen zich afspelen, waarvan in veel verzen van Daan Zonderland (Daan van der Vat) wordt verhaald.
Oblivia, een tropisch land, waar bananen en cocaplanten groeien en waarheen de dichter uitwijkt, in het gedicht Ik vertrek van Lévi Weemoedt (Ies van Wijk). Oblivia (een anagram van Bolivia) is Latijn voor "vergeetachtigheid".